# Ivan Gundulić
Ivan Gundulić (tudi Dživo Gundulić, italijansko Giovanni Gondola), dubrovniški baročni pesnik, pisatelj in dramatik * 8. januar 1589, Dubrovnik, † 8. december 1638, Dubrovnik. Njegova dela utelešajo osrednje značilnosti rimskokatoliške protireformacije: verski zanos, vztrajanje pri "nečimrnosti tega sveta" in gorečnost v nasprotju z "neverniki".
Njegova najpomembnejša dela: drama Dubravka, zgodovinski ep Osman in verska pesnitev Solze razsutnega sina (temelji na priliki o izgubljenem sinu), so primeri baročnega slogovnega bogastva in pogost retorični presežek.